# 善導
善導（ぜんどう、拼音: Shàndăo）は、中国浄土教（中国浄土宗）の僧。「称名念仏」を中心とする浄土思想を確立する。姓は朱氏。「終南大師」、「光明寺の和尚」とも呼ばれる。善導の伝記は大藏経 雑蔵 史伝部『往生西方浄土瑞応刪伝』、『続高僧伝』第27巻 「会通伝」、『仏祖統記』の巻26、巻27等にみえる。
浄土宗では、「浄土五祖」の第三祖とされる。
浄土真宗では、七高僧の第五祖とされ「善導大師」・「善導和尚」と尊称される。
同時代の人物には、『三論玄義』の著者で三論宗を大成させた吉蔵や、訳経僧で三蔵法師の1人である玄奘がいる。

## 生涯
開皇17年（597年）、天台宗の開祖・智顗が死去する。
大業5年（609年）、道綽が浄土教に帰依する。
大業9年（613年）、泗州夏丘県（安徽省宿州市泗県）、あるいは青州臨淄県（山東省淄博市臨淄区）に生まれる。幼くして、出家し諸所を遍歴した後、長安の南の終南山悟真寺に入寺する。
貞観15年（641年）、晋陽（山西省太原市）にいた道綽を訪ね師事した。そして貞観19年（645年）に道綽が没するまで、『観無量寿経』などの教えを受けた。30年余りにわたり別の寝床をもたず、洗浴の時を除き衣を脱がず、目を上げて女人を見ず、一切の名利を心に起こすことがなかったという。托鉢にすすんで行き、数多く写経をし、200枚あまり浄土変曼荼羅を描き、修行僧からの供物は「私は釈尊でないから」と受け取らず、塔や廟を見かけると修復した。道綽没後は、終南山悟真寺に戻り厳しい修行をおこなう。
その後長安に出て、『阿弥陀経』（10万巻）を書写して有縁の人々に与えたり、浄土の荘厳を絵図にして教化するなど、庶民の教化に専念する。一方で、龍門奉先寺の石窟造営の検校（けんぎょう）を勤めるなど、幅広い活動をする。長安では、光明寺・大慈恩寺・実際寺などに住する。
永隆2年3月14日（681年4月7日。3月27日（4月20日）とも）、69歳にて逝去。終南山の山麓に、弟子の懐惲らにより、崇霊塔（善導塔）と香積寺が建立された。皇帝高宗寂後、寺額を賜りて光明と号すようになった。
善導は中世日本の法然・親鸞に多大な影響を与えた。
法然が専修念仏を唱道したのは、善導の『観経正宗分散善義』巻第四（『観無量寿経疏』「散善義」）の中の、「一心に弥陀の名号を専念して、行住坐臥に、時節の久近を問はず、念々に捨てざる者は、是を正定の業と名づく、彼の仏願に順ずるが故に」という文からである。
今日でも浄土真宗の勤行に使用される『正信偈』では善導に限りひとり誤りなく仏の正意をあかしたまえりという一節があり、法要の終わりに称える偈文（回向文）は、善導の『観無量寿経疏』｢観経玄義分 巻第一｣ から、「願以此功徳 平等施一切 同発菩提心 往生安楽国」が使われ、仏事の功徳をその故人や己だけのものにすることなく、広く有縁の人々あるいは一切有情に向けて回向するために、読誦される。

## 著作
- 『観無量寿経疏』（『観経疏』）4巻 - 『観経玄義分 巻第一』、『観経序分義 巻第二』、『観経正宗分定善義 巻第三』、『観経正宗分散善義 巻第四』の4巻。
- 『往生礼讃』（『往生礼讃偈』）1巻
- 『法事讃』（『浄土法事讃』）2巻 - 上巻首題『転経行道願往生浄土法事讃』・上巻尾題『西方浄土法事讃』、下巻首題・尾題『安楽行道転経願生浄土法事讃』
- 『般舟讃』1巻 - 首題『依観経等明般舟三昧行道往生讃』、尾題『般舟三昧行道往生讃』
- 『観念法門』1巻 - 首題『観念阿弥陀仏相海三昧功徳法門』、尾題『観念阿弥陀仏相海三昧功徳法門経』

大半が長安在住時の撰述である。中でも『観経疏』は、日本の浄土教において、『佛説観無量寿経』（『観経』）の解釈書として、非常に重要な文献である。

### 関連文献
- 藤田宏達 『善導 人類の知的遺産18』 講談社、1985年
- 広瀬杲訳注 『善導 観経疏 大乗仏典 中国・日本篇5』 中央公論社、1993年。他に曇鸞「浄土論註」、神戸和麿訳注
- 牧田諦亮 『善導 浄土仏教の思想 第5巻』 講談社、2000年
- 佐藤成順 『善導の宗教―中国仏教の革新』 浄土宗出版「浄土選書34」、2006年